# Epicauta sublineata
Epicauta sublineata är en skalbaggsart som först beskrevs av Leconte 1854.  Epicauta sublineata ingår i släktet Epicauta och familjen oljebaggar. Inga underarter finns listade i Catalogue of Life.